# Чемпіонат Європи з боксу 1949
VIII чемпіона́т Євро́пи з бо́ксу серед любителів проходив в Осло (Норвегія) з 16 по 18 червня 1949 року. У змаганнях, організованих Європейською асоціацією любительського боксу (ЄАЛБ, англ. EABA), взяли участь 97 спортсменів з 15 країн.

## Особистий залік
| Вагова категорія                       | Золото                     | Срібло                        | Бронза                     |
| -------------------------------------- | -------------------------- | ----------------------------- | -------------------------- |
| Найлегша вага (— 50.8 кілограмів)      | Януш Касперчак Польща      | Йожеф Беднаї Угорщина         | Ганс Шмьоллер Австрія      |
| Легша вага (— 53.5 кілограмів)         | Джованні Дзуддас Італія    | Геннінг Єнсен Данія           | Сальватор Вонджі Франція   |
| Напівлегка (— 57.2 кілограмів)         | Жак Батай Франція          | Луї ван Гук Бельгія           | Девід О'Коннел Ірландія    |
| Легка вага (— 61.2 кілограмів)         | Майкл Маккаллаг Ірландія   | Мухаммед Емм Франція          | Павле Шовлянськи Югославія |
| Перша середня вага (— 66.7 кілограмів) | Юліус Торма Чехословаччина | Віктор Йоргенсен Данія        | Ґі Тупе Франція            |
| Друга середня вага (— 72.6 кілограмів) | Ласло Папп Угорщина        | Стіг Сйолін Швеція            | Івано Фонтана Італія       |
| Напівважка вага (— 79.4 кілограмів)    | Джакомо ді Сеньї Італія    | Ота Радемахер Чехословаччина  | Віллі Шаген Нідерланди     |
| Важка вага (+ 79.4 кілограм)           | Ласло Бене Угорщина        | Раймон Дель'Інноченті Франція | Убер Бачильєрі Італія      |

## Командний залік
| Місце | Держава        |   |   |   | Разом |
| ----- | -------------- | - | - | - | ----- |
| 1     | Угорщина       | 2 | 1 | 0 | 3     |
| 2     | Італія         | 2 | 0 | 2 | 4     |
| 3     | Франція        | 1 | 2 | 2 | 5     |
| 4     | Чехословаччина | 1 | 1 | 0 | 2     |
| 5     | Ірландія       | 1 | 0 | 1 | 2     |
| 6     | Польща         | 1 | 0 | 0 | 1     |
| 7     | Данія          | 0 | 2 | 0 | 2     |
| 8     | Бельгія        | 0 | 1 | 0 | 1     |
| 8     | Швеція         | 0 | 1 | 0 | 1     |
| 10    | Австрія        | 0 | 0 | 1 | 1     |
| 10    | Нідерланди     | 0 | 0 | 1 | 1     |
| 10    | Югославія      | 0 | 0 | 1 | 1     |
| Разом | 12 держав      | 8 | 8 | 8 | 24    |